# Harghita Mădăraș
Harghita Mădăraș (maďarsky Madarasi-Hargita, 1800 m n. m.) je hora v pohoří Harghita ve středním Rumunsku. Nachází se asi 12 km severoseverovýchodně od města Vlăhița a 20 km severozápadně od města Miercurea Ciuc. Vrchol je místem dalekého rozhledu. Harghita Mădăraș je nejvyšší horou celé Harghity.
Na vrchol lze vystoupit po značených turistických cestách z více směrů, například z vesnice Izvoare či z osady Harghita-Băi.